# Edhy Prabowo
Edhy Prabowo, né le 24 décembre 1972 dans le kabupaten de Muara Enim (en) (Sumatra du Sud), est un homme politique indonésien, membre du mouvement de la grande Indonésie (Gerindra). Il est ministre des Affaires maritimes et de la Pêche d'octobre 2019 à novembre 2020. Il a auparavant été président de la Commission IV du Conseil représentatif du peuple et du groupe parlementaire Gerindra de 2014 à 2019. Il est condamné pour corruption en 2022. 

## Biographie
Edhy Prabowo naît le 24 décembre 1972 dans le kabupaten de Muara Enim (en) (Sumatra du Sud). Il rejoint l'armée indonésienne en 1991, avant d'en être expulsé deux ans plus tard. Il déménage alors à Jakarta et fait la connaissance du futur candidat à la présidence indonésienne, Prabowo Subianto, par l'intermédiaire d'une connaissance commune. Les hommes deviennent proches et Subianto finance ses études à la faculté d'économie ainsi que son apprentissage en arts martiaux (silat) le week-end. Dans les années 1990, Edhy Prabowo est ainsi principalement connu pour sa carrière d'athlète d'art martial. Il est finalement diplômé en économie de l'Université du Prof. Dr. Moestopo (id) en 1997. Il accompagne Subianto à l'étranger lorsqu'il est en poste en Allemagne et en Jordanie et le suit en politique lorsqu'il fonde le parti Gerindra. Plus tard, en 2004, il poursuit ses études et obtient une maîtrise de gestion à l'Université suisse allemande de Jakarta (en). 
Edhy Prabowo entame son parcours politique en 2005 en s'impliquant au sein de l'Association des agriculteurs indonésiens (HKTI), et devient directeur de l'éducation et de la formation au sein de l'association, en 2007. La même année, il fonde une société de services de sécurité, Garuda Security Nusantara, dont il est président-directeur général. Il siège aussi au conseil d'administration de Kiani Lestari Jakarta, une société de l'industrie du papier appartenant à Prabowo Subianto. 
Après que Prabowo Subianto a fondé le parti Gerindra en 2008, Edhy Prabowo se présente comme candidat aux élections législatives. Il siège au Conseil représentatif du peuple pendant la législature 2009-2014, représentant la première circonscription de Sumatra du Sud. Il est réélu pour un second mandat lors des élections législatives de 2014. Au cours de celui-ci, il préside la commission IV (Agriculture & Pêche) de la chambre basse ainsi que le groupe parlementaire Gerindra.
Il est réélu pour un troisième mandat lors des élections de 2019 et bien que son parti ait échoué à remporter la présidentielle, un accord est négocié avec le vainqueur, le président sortant Joko Widodo, pour rallier sa coalition et participer au cabinet. Edhy Prabowo est alors nommé ministre des Affaires maritimes et de la Pêche au sein du Cabinet Indonésie En avant, le 23 octobre 2019. 

## Ministre des Affaires maritimes et de la Pêche
Peu après sa prise de fonction Edhy Prabowo annonce qu'il souhaite lever l'interdiction mise en place en 2016 par sa prédécesseure, Susi Pudjiastuti, sur l'export des larves de langoustes concernant les individus de moins de 8 cm ou de 200 g, dont l'Indonésie est l'un des cinq pays à disposer naturellement, une mesure à l'efficacité partielle qui avait été prise dans le but d'assurer la durabilité des populations sauvages.
Il est arrêté en novembre 2020 car il est soupçonné d'avoir levé cette interdiction en échange de 25,7 milliards de roupies indonésiennes (1,9 million de dollars). Il est condamné en première instance à 5 ans de prison suivis de 3 ans d'inéligibilité pour corruption. Sa peine est portée à 9 ans en appel en novembre 2021 par la Haute cour de Jakarta, mais elle est ensuite réduite à nouveau à 5 ans par la Cour suprême en mars 2022.
En avril 2021, cette interdiction est de nouveau mise en place.